# Svatojířský potok
Svatojířský potok je levostranný přítok říčky Vlkavy v okresech Nymburk a Mladá Boleslav ve Středočeském kraji. Délka toku činí 6 km. Plocha povodí měří 7,1 km².

## Průběh toku
Potok pramení v lesích Jabkenické plošiny severně od obce Seletice (1,3 km), v místě zvaném Zadní špice, v oblasti Svatojiřský les. Teče převážně zsz. směrem a na svém toku napájí celkem sedm rybníků v pořadí: Borůvek, Melicharovský, Ptácký, Neřád, Jistebský, Kamenec a Hladoměř. Po asi 1,8 km od pramene vstupuje potok do přírodního parku Jabkenicko a napájí první rybník Borůvek. Za ním přijímá zleva nejdelší ze svých šesti bezejmenných přítoků, který je sám tvořen čtyřmi rameny. Za rybníkem Neřád opouští tok souvislou lesní plochu a prochází polem při okraji lesa. Za rybníkem Kamenec potok opouští PPk Jabkenicko. Nakonec se Svatojířský potok vlévá do Vlkavy asi 1,3 km vsv. od obce Pěčice. Část toku je regulována.

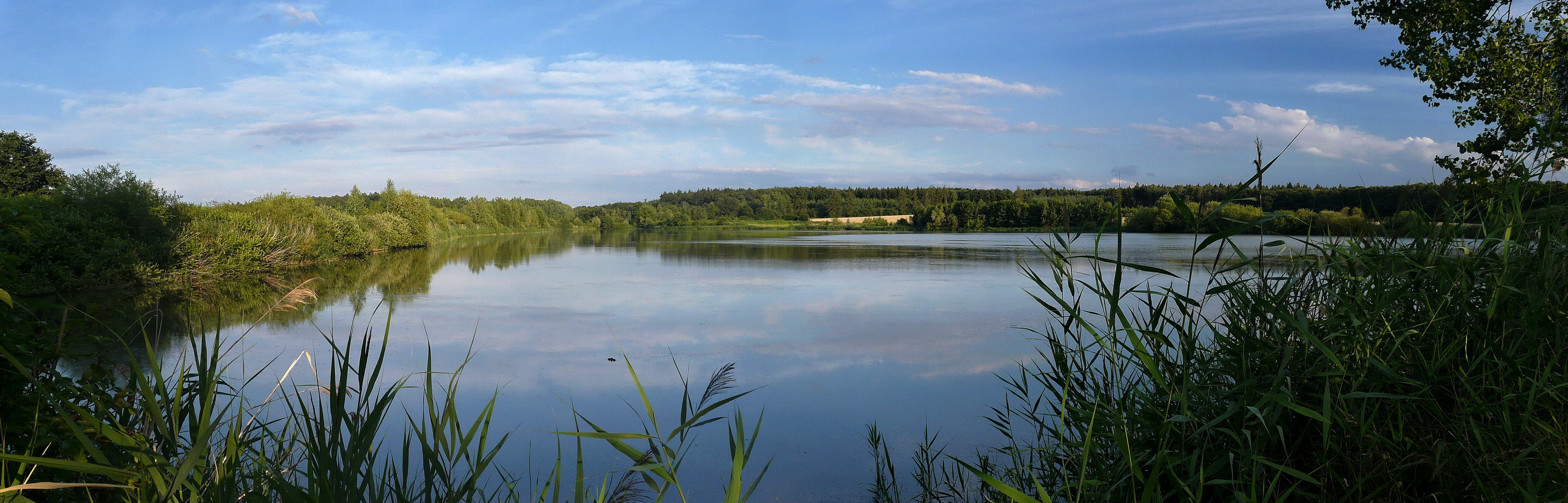
Jistebský rybník